# Al-Badr (Pakistan oriental)
Al-Badr (bengali : আল বদর) était une force paramilitaire, composée principalement de musulmans bihari, qui a opéré au Pakistan oriental contre le mouvement nationaliste bengali pendant la guerre de libération du Bangladesh, sous le patronage du gouvernement du Pakistan,.

## Étymologie
Le nom de la formation paramilitaire, Al-Badr, signifie la pleine lune et fait référence à la bataille de Badr.

## Histoire

### Organisation
Al-Badr a été constitué en septembre 1971 sous les auspices du général Amir Abdullah Khan Niazi, alors chef du commandement est de l'armée pakistanaise. Les membres d'Al-Badr ont été recrutés dans les écoles publiques et les madrasas (écoles religieuses). Le commandement de l'armée pakistanaise avait initialement prévu d'utiliser les milices recrutées localement (Al-Badr, Razakar, Al-Shams) pour surveiller les villes du Pakistan oriental et les unités de l'armée régulière pour défendre la frontière avec l'Inde. La plupart des membres d'Al-Badr semblent avoir été Biharis.
Malgré leurs similitudes dans leur opposition à l'indépendance du Bangladesh, le Razakar et Al-Badr avaient des différences ; les Razakars s'opposaient aux Mukti Bahini en général, tandis que les tactiques d'Al-Badr étaient le terrorisme et les meurtres politiques. Les trois groupes opéraient sous commandement pakistanais.

### Dissolution
Après la reddition de l'armée pakistanaise le 16 décembre 1971, Al-Badr a été dissous avec le Razakar et Al-Shams. De nombreux membres de cette unité d'élite ont été arrêtés. Cependant, à l'époque du président Sheikh Mujibur Rahman, tous les collaborateurs, y compris ceux d'Al-Badr, ont été graciés et en 1975 toute tentative de les juger a été abrogée.

## Crimes de guerre
Al-Badr a perpétré des atrocités contre des civils pendant la guerre de 1971, en particulier le massacre d'intellectuels à Dhaka, le 14 décembre 1971. Ils ont ensuite jeté les corps dans le quartier de Rayer Bazaar (en) à Dhaka. Selon le journaliste Azadur Rahman Chandan, Al-Badr a été lancé expérimentalement à Jamalpur, dans la région de Mymensingh, en avril 1971, en tant que force volontaire avec les militants d'Islami Chhatra Shangha comme premières recrues pour faire la guerre aux combattants nationalistes. Ils ont été enrôlés et formés sous la direction de Mohammad Kamaruzzaman, le secrétaire général adjoint de la Jamaat,.

## Dirigeants d'Al-Badr condamnés
Motiur Rahman Nizami a été reconnu coupable de crimes de guerre et exécuté le 11 mai 2016 tout comme Mir Quasem Ali (en) exécuté le 3 septembre 2016, pendu à la prison de Kashimpur à Gazipur le 3 septembre 2019,. Ashrafuz Zaman Khan (en) et Chowdhury Mueen-Uddin (en) ont tous deux été condamné à mort par contumace, ne se trouvant plus au pays lors du jugement,. Ali Ahsan Mohammad Mojaheed (en) a été condamné à mort par le Tribunal pénal international du Bangladesh le 22 novembre 2015, devenant ainsi l'un des premiers ministres du monde à être pendu,.